# SNEB

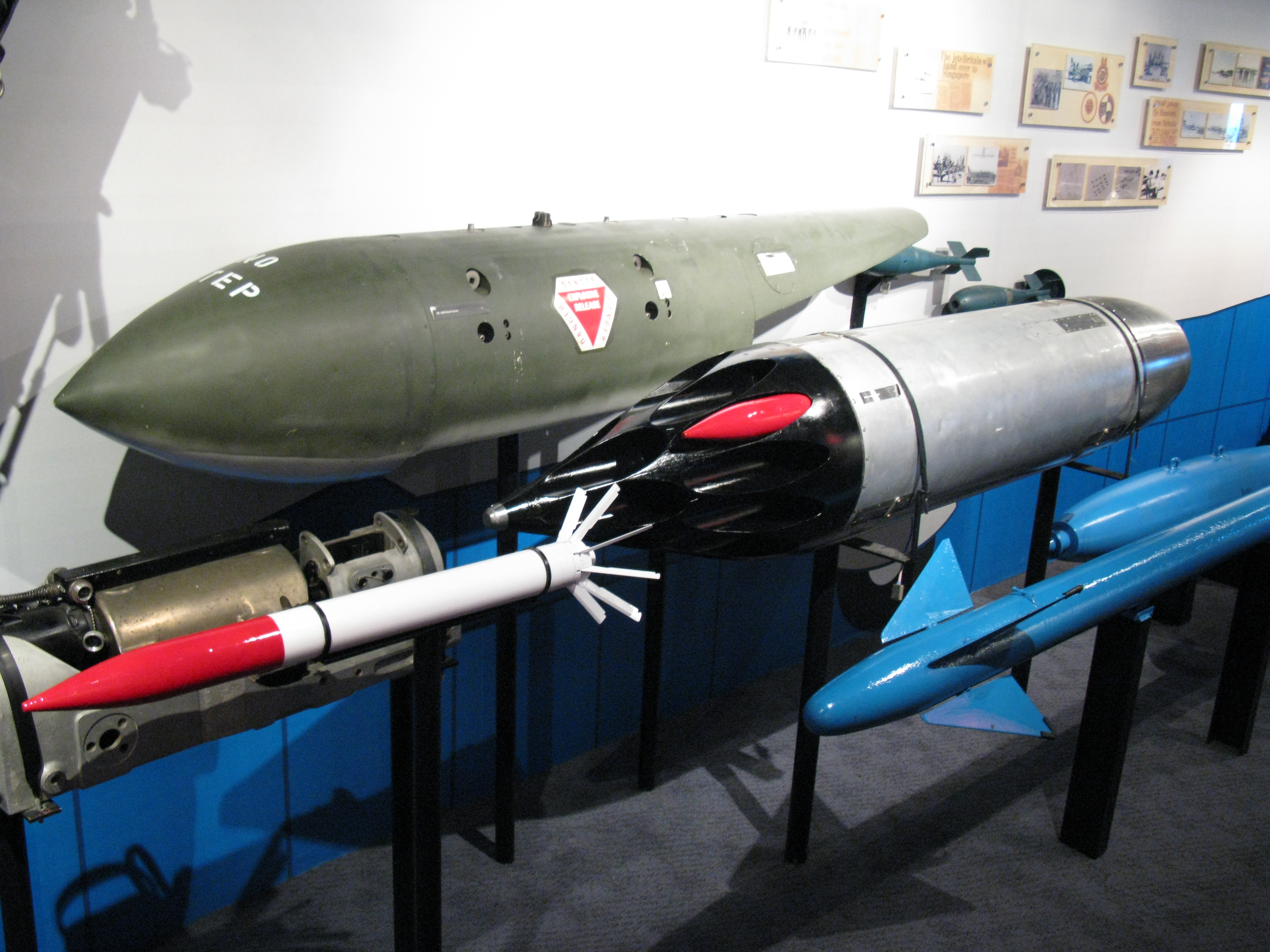
Une nacelle lance-roquettes Matra Type 155 SNEB avec deux roquettes factices de 68 mm à pointe rouge.

La roquette SNEB en français : « Société Nouvelle des Établissements Edgar Brandt » est une roquette air-sol non guidée de 68 mm conçue pour être lancée par des avions et des hélicoptères. Deux autres fusées ont été développées avec des calibres de 37 mm et de 100 mm :
- le calibre de 37 mm est l’une des premières roquettes à vol libre à ailettes pliantes mises au point après la Seconde Guerre mondiale. Il a été mis au point principalement pour les engagements air-air et n’est aujourd'hui plus en service.
- le calibre 100 mm est en service dans l'Armée de l'air française et quelques autres forces aériennes.

Le calibre de 68 mm est de loin le plus utilisé actuellement[Quand ?], à la fois en termes de durée de service et de nombre d'unités fabriquées, dépassant même la production de la roquette air-sol russe de 57 mm. Cet armement est couramment désigné dans les publications civiles et militaires sous le nom de lance-roquettes SNEB. 
Outre la France, plusieurs pays produisent la roquette SNEB de 68 mm sous licence. En France, la SNEB a été réorganisée au sein de la société Thomson-Brandt, aujourd'hui filiale du groupe de défense Thales.
Le calibre de 68 mm a été préféré par les Français aux autres modèles internationaux de 57 mm, 70 mm, ou 80 mm. Le projectile-fusée SNEB est propulsé par un moteur simple et, en fonction de la charge en ogive des lanceurs, il peut être utilisé contre des véhicules blindés de combat, des bunkers ou des cibles souples.

## Ogives
Les roquettes SNEB peuvent être armées des ogives suivantes :
- Explosive (HE)
- Ogive antichar à hautement explosive (HEAT)
- Fragmentation
- Fléchette antipersonnel / matériel
- Fumigène
- Éclairante
- Inerte d'entrainement

## Développement de guidage laser
Le Système de Roquette à Corrections de Trajectoire (SYROCOT) est un programme dans lequel une tête chercheuse à guidage laser est intégrée au système. Il est compatible avec le système SNEB existant. Il est comparable au projet américain Advanced Precision Kill Weapon System.

## Lance-roquettes
Deux sociétés produisent les lance-roquettes pour les roquettes SNEB 68 mm :

### Matra

#### Lance-roquettes Matra Type 116M
Peu construit, il est utilisé comme lance-roquettes non réutilisable avec un cône de nez friable, chargé de 19 roquettes SNEB de 68 mm, lancées en une salve unique de 0,5 seconde avec un intervalle de temps de 33 millisecondes entre chaque tir de roquette. La nacelle est automatiquement larguée une fois que toutes les fusées ont été tirées.

#### Lance-roquettes Matra Type 155
Produit largement répandu, il s’agit d’un dispositif réutilisable fabriqué entièrement en métal avec un cône de nez cannelé à travers lequel les roquettes sont tirées. Chargé de 18 fusées SNEB de 68 mm, il peut être préprogrammé au sol pour tirer au coup par coup ou en une seule salve comme le Type 116M.

#### Matra JL-100 réservoir largable / lance-roquettes
Ce montage combine un réservoir largable de 66 gallons US (environ 250 L) situé à l'arrière avec à l'avant un lance-roquettes contenant 19 SNEB de 68 mm pour former une nacelle unique de forme aérodynamique qui peut être montée sur des points d'emport au-dessus ou en dessous de l’aile. L’utilisateur le plus connu de ce système a été l’English Electric Lightning F.53 de la Royal Saudi Air Force.

### TDA Armements SAS
Il s'agit d'une filiale du groupe Thales. Elle fabrique également des nacelles pour les roquettes SNEB de 68 mm. Les variantes produites sont le TELSON 12 JF 12 tubes pour avions de chasse, le TELSON 12 12 tubes et le TELSON 22 (22 tubes) utilisé sur l'Eurocopter Tiger, le TELSON 8 (8 tubes) conçu pour les hélicoptères légers et le TELSON 2 (2 tubes) adapté aux drones et aux avions de contre-insurrection.

## Vecteurs du couple lance-roquettes/roquettes

### Hélicoptères
- Les Bell UH-1H de l'armée de l'air libanaise ont été modifiés localement pour porter des bombes et des nacelles Matra pour roquettes SNEB 68 mm pris sur des Hawker Hunter inutilisables.
- Aérospatiale Puma
- Eurocopter AS332
- Eurocopter AS 532
- Eurocopter EC 725
- Eurocopter Tiger

### Avions à voilure fixe
- Atlas Cheetah
- Atlas Impala
- BAE Sea Harrier
- AV-8B Harrier II
- Blackburn Buccaneer
- Canadair Sabre
- Dassault-Breguet Super Étendard
- Dassault / Dornier Alpha Jet
- Dassault Étendard IV
- Dassault Mystère
- Dassault Mystère IV
- Dassault Mirage III
- Dassault Mirage 5
- Dassault Mirage F1
- Dassault Ouragan
- Dassault Super Mystère
- de Havilland Sea Vixen
- Douglas A-26 Invader
- English Electric Canberra
- English Electric Lightning
- Fiat G.91
- Fouga CM-170 Magister
- Hawker Hunter
- Hawker Siddeley Harrier
- IAI Kfir
- Malmö MFI-9 Junior (en)
- McDonnell Douglas F-4J / K / M
- North American F-86 Sabre
- SEPECAT Jaguar
- Sud Aviation Vautour